# 引诱 (电影)
《引诱》（英語：Into Temptation）是部2009年的美国独立剧情电影，由帕特里克·科伊尔（Patrick Coyle）编剧并导演，主要演员包括杰瑞米·西斯托、克里斯汀·肯诺恩斯、布莱恩·鲍姆加特纳、布鲁斯·扬和艾米·马修斯。影片讲述一名妓女（肯诺恩斯饰）向天主教神父（西斯托饰）告解，称她打算在生日时自杀。神父决定找到并解救这个妓女，并在此期间直面社会的黑暗面。
科伊尔的父亲为人和蔼，但却有些好斗，年轻时曾考虑成为牧师，本片一定程度上就是受到他的启发。影片的剧本获明尼苏达媒体艺术中心麦克奈特编剧研究金奖励。《引诱》以科伊尔的故乡明尼阿波利斯为背景，而且也是在这里取景拍摄，片中的多位配角演员都是由来自明尼阿波利斯-圣保罗都会区，科伊尔还亲自在片中扮演次要角色。
影片由十十影业和法纳姆街2号共同制作，第一印象国际发行。电影的拍摄预算不足100万美元，于2008年5月开拍。大卫·道耶担任摄影指导，罗素·霍尔萨普尔作曲，李·珀西出任剪辑师。本片涉及的主题包括诱惑、罪行、善与恶、救赎和独居生活、以及牧师在给予教友建议和亲自提供帮助之间的界限。
《引诱》本有望成为好莱坞制作，但交易因全球经济衰退告吹。影片没有在全美范围发行，只在多个城市的剧院上映。本片于2008年12月为科伊尔的父亲公开放映，再于2009年4月26日在纽波特比奇电影节正式首映，西斯托还在电影节上获杰出表演成就奖。电影得到影评人的普遍好评，于2009年10月27日发行。

## 剧情
约翰·布尔林（John Buerlein，杰瑞米·西斯托饰）为人温文尔雅，是明尼苏达州明尼阿波利斯一小型教区的天主教神父。工作非常辛苦，待遇又不理想，布尔林对自己的工作感到有些厌倦，并且和教友之间缺乏有效沟通。这天，一位不知名的神秘妓女（克里斯汀·肯诺恩斯饰）在忏悔时称自己即将犯下大罪：她打算在生日时了结自己的性命。神父吃了一惊，但没能及时阻止女子突然离去，只知道她戴着十字架，而且是白羊座，生日就在不久之后。神父约翰决定找到并帮助这个女人，开始在市内的红灯区转悠，期望能找到她。回家的路上，神父约翰遇到一个无家可归的男子格斯（Gus，吉恩·拉彻饰），但身上已经没有钱给他，所以给了对方一本玫瑰经。之后，神父约翰向朋友拉尔夫·奥布莱恩（Ralph O'Brien，布莱恩·鲍姆加特纳饰）神父谈及那位神秘的妓女，后者劝他不要过分牵涉进去。

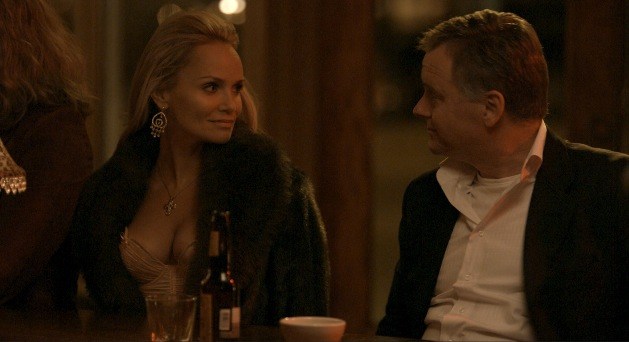
克里斯汀·肯诺恩斯（左）和在片中有短暂出场的导演帕特里克·科伊尔

神父约翰再次来到红灯区，他从一位名叫米利安（Miriam，葛丽泰·奥格尔斯比饰）的妓女处得知，詹姆斯·圣克莱尔是个很有势力的皮条客，可能知道神父要找的女人是谁。两人正在酒吧交谈时，那位神秘的妓女走了进来，再与搭上的嫖客（帕特里克·多伊尔饰）迅速离去。正在她离开时，神父约翰一眼看到她戴的十字架，于是追了上去，但对方已经上了嫖客的车，神父只记下车牌号。回到教堂后，他在布道时开始出现有违正统的表现，神父拉尔夫警告他注意形象，称他多次前往红灯区一事已经引起總主教的关注。与此同时，前女友纳丁·布伦南（Nadine Brennan，艾米·马修斯饰）主动联系神父约翰，称自己正和丈夫离婚，而且心中仍然对神父约翰念念不忘。
神父约翰得知，车牌号的车主是个名叫史蒂芬·米勒（Steven Miller）的会计师，米勒告诉神父，那个妓女名叫琳达（Linda），要价很高，是当地数一数二的应召女郎。与此同时，琳达前去探望自己即将去世的年长继父唐纳德·杜普里（Donald Dupree，汤姆·凯里饰），琳达小时候曾多次被他强奸，最终沦落风尘。琳达指控继父当年的所作所为，但表示已经原谅他的罪过，不过杜普里依然否认自己有过任何不当行为。纳丁喝醉酒后找上神父约翰表白，称自己一直很孤独，一直对他念念不忘。约翰也承认自己同样很在乎她，但两人最好还是只做朋友。不久后，神父约翰打算去找皮条客圣克莱尔，并找来失业在家的拳击手教友劳埃德·蒙塔格（Lloyd Montag，布鲁斯·扬饰）做自己的保镖。圣克莱尔认识拳击手，于是告诉神父琳达的大概住址。神父约翰和蒙塔格根据圣克莱尔的指点找到出租车司机齐克（Zeke，托尼·帕朋福斯饰），得知两人正在找琳达后，他同意带两人前去她的住处。齐克之后还表示，之前正是他载琳达去教堂忏悔，后来他还前去教堂看神父约翰传道。
到达琳达的公寓后，神父约翰和蒙塔格发现琳达已经离开，只找到一份12年前有关神父约翰就任的老剪报。神父约翰告诉蒙塔格，如果他愿意，可以到教堂来工作，蒙塔格欣然接受。神父返回教堂失声痛哭，觉得自己没能及时挽救琳达的生命。与此同时，琳达走到桥上，正准备跳下去时遇到格斯，后者把之前从神父约翰手中拿到的玫瑰经送给她。琳达深受感动并拥抱住格斯，镜头没有说明她究竟是否自杀。神父约翰向神父拉尔夫告解，对自己没有在琳达突然中断忏悔前赦免她的罪过感到内疚。神父拉尔夫表示，即使琳达已经自杀，她的灵魂也是不灭的，神父约翰可以现在赦免她，神父约翰于是照办了。电影最后是琳达儿时的回忆，少女时代的她在教堂里受到一群男生的嘲笑，称她的衣服又破又旧，直到少年时代的约翰·布尔林走上前来护住她，他的行为对她有强烈的正面影响。

## 制作

### 编剧

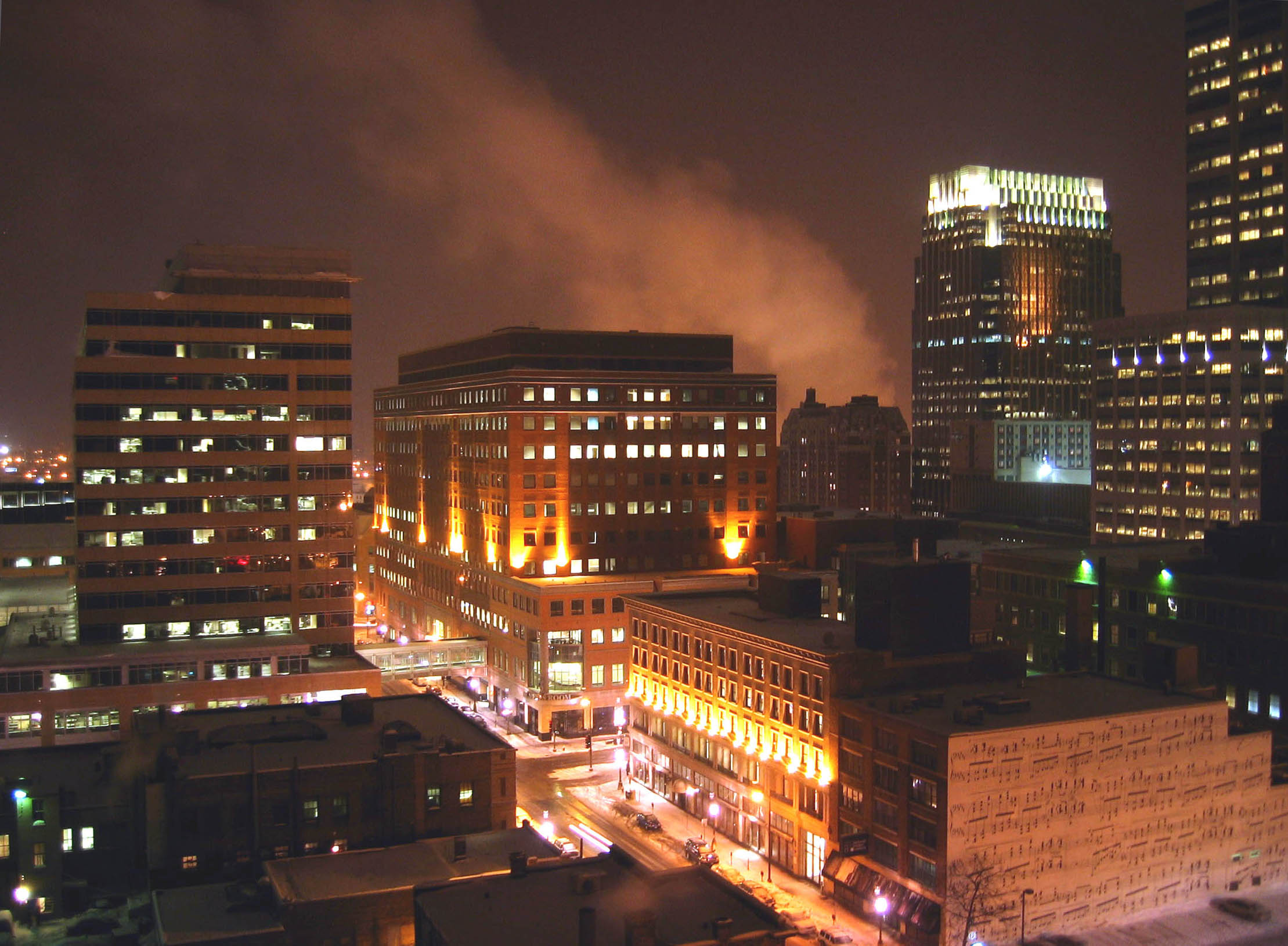
《引诱》以明尼阿波利斯为背景并在此取景拍摄

《引诱》是独立电影人帕特里克·科伊尔的第二部电影，他曾自编自导2003年剧情片《侦探小说》（Detective Fiction）。科伊尔称，自己的父亲詹姆斯·帕特里克·科伊尔（James Patrick Coyle）为人和蔼但却有些好斗，当年在奶奶的鼓励下曾打算以牧师为职业，《引诱》一程度上就是受他的经历启发。詹姆斯一度进入神学院学习，但因二战爆发应征入伍而退学远赴海外，并在战争期间结识玛格丽特·玛丽·昆兰（Margaret Mary Quinlan），两人之后结为夫妇并生下帕特里克·科伊尔。科伊尔一边想象父亲会成为什么样的牧师，一边创作出《引诱》的剧本。詹姆斯非常认可儿子的计划，他告诉科伊尔：“去拍那部电影，把真相说出来”。科伊尔的创作还部分受到自己儿时的牧师和朋友，神父达米安·祖尔林（Reverend Damian Zuerlein）的影响，后者不但是科伊尔和夫人的婚礼神父，还为两人的孩子们施洗。在科伊尔看来，达米安神父“年轻、充满活力、工作能力强而且认真，全身心投入到贫苦的教区中。而且他深爱自己的工作，这让我深受启发。”科伊尔还表示，创作《引诱》的剧本期间，他并没有要拍宗教电影的打算，在他看来，片中主角约翰·布尔林并不一定要是神父，也可以是政府高官、犹太拉比或是公共辩护律师。“他是个好人，一心只想尽量做好自己的工作。”
制片人安·卢斯特（Ann Luster）在剧本创作早期提供了帮助，声称她和科伊尔从一开始就对片中角色的处理手法有强烈共识:1。影片以明尼苏达州的明尼阿波利斯为背景，科伊尔当时正在这里以编剧和演戏为生。故事中虚构的教堂名叫抹大拉的圣马利亚市中心天主教堂，部分源自内布拉斯加州奥马哈的抹大拉的圣马利亚教堂，科伊尔就是在该市长大。不过，现实中抹大拉的圣马利亚教堂没有庇护所，周末前来做弥撒的教众很多，不像片中的教堂那样半数长椅空无一人。此外，南奥马哈的瓜达露佩圣母天主教堂也是片中虚构教堂的原型。《引诱》的剧本赢得明尼苏达媒体艺术中心麦克奈特编剧研究金奖励，投资者通过大众读物给予剧本正面评价。科伊尔的夫人在看过剧本后表示，只要能找到合适的演员扮演神父约翰，《引诱》就可以成为好电影。

### 演员
杰瑞米·西斯托此前以出演国家广播公司罪案剧情电视剧《法律与秩序》中的警探赛勒斯·卢波（Cyrus Lupo）闻名，他觉得本片剧本引人入胜，而且对能够尝试出演不同类型的角色深感兴奋。西斯托称：“前后9个月里，我们基本上是把同一集拍了一遍又一遍，这个（指《引诱》的剧本）突然就凭空冒出来了。”在西斯托看来，他在出演《法律与秩序》时没有什么机会来营造真实而完整的角色，《引诱》提供了这样的机遇，让他在单纯诠释一个拯救者的同时可以表达出更多的东西:2。

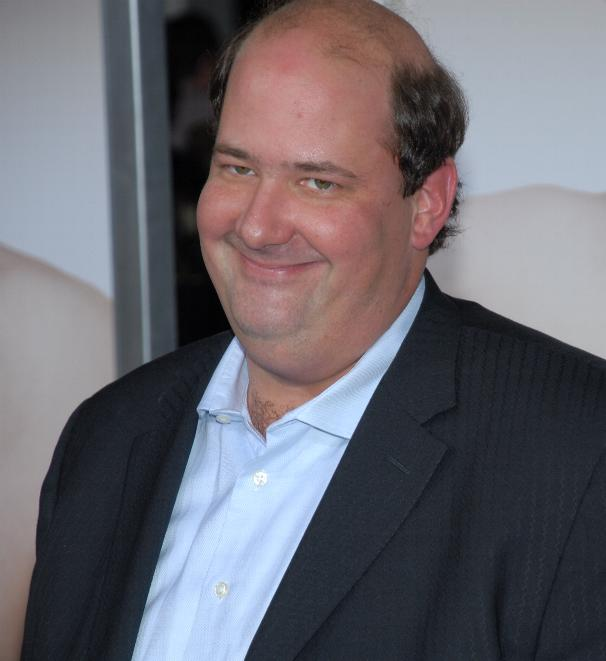
布莱恩·鲍姆加特纳以在全国广播公司电视剧《办公室》中饰演凯文·马龙闻名，他在本片中出演神父拉尔夫·奥布莱恩。

科伊尔未经预约就同克里斯汀·肯诺恩斯的经济人取得联系，希望肯诺恩斯加盟，这位女演员此前没有出演过同类人物，她的经济人表示，这正是她所需要的角色。为参与《引诱》的拍摄，正在美国广播公司电视剧《灵指神探》中出演配角的肯诺恩斯向剧组告假5天。以出演全国广播公司电视剧《办公室》中的凯文·马龙（Kevin Malone）一角闻名的布莱恩·鲍姆加特纳经常在明尼阿波利斯-圣保罗都会区剧院演出，他在本片中出演神父拉尔夫·奥布莱恩。2008年5月，刚刚完成《办公室》第4季拍摄的鲍姆加特纳在纽约参加聚会宣传活动，科伊尔主动将《引诱》的剧本拿给鲍姆加特纳，请他考虑出演。鲍姆加特纳表示很喜欢剧本，同意出演神父一角。:2
编剧兼导演帕特里克·科伊尔在片中扮演琳达的嫖客史蒂芬·米勒。其他多个小角色由明尼阿波利斯当地演员和居民充当。在片中扮演精明站街妓女米利安（Miriam）的葛丽泰·奥格尔斯比（Greta Oglesby），以及扮演向神父约翰提供帮助的图书馆员的伊莎贝尔·蒙克·奥康纳（Isabell Monk O’Connor）都是明尼阿波利斯-圣保罗都会区的老牌演员。出演皮条客詹姆斯·圣克莱尔（James St. Clair）的安沙·阿基（Ansa Akyea），以及诠释神父约翰前女友的艾米·马修斯也都是明尼阿波利斯-圣保罗都会区的演员。

### 拍摄

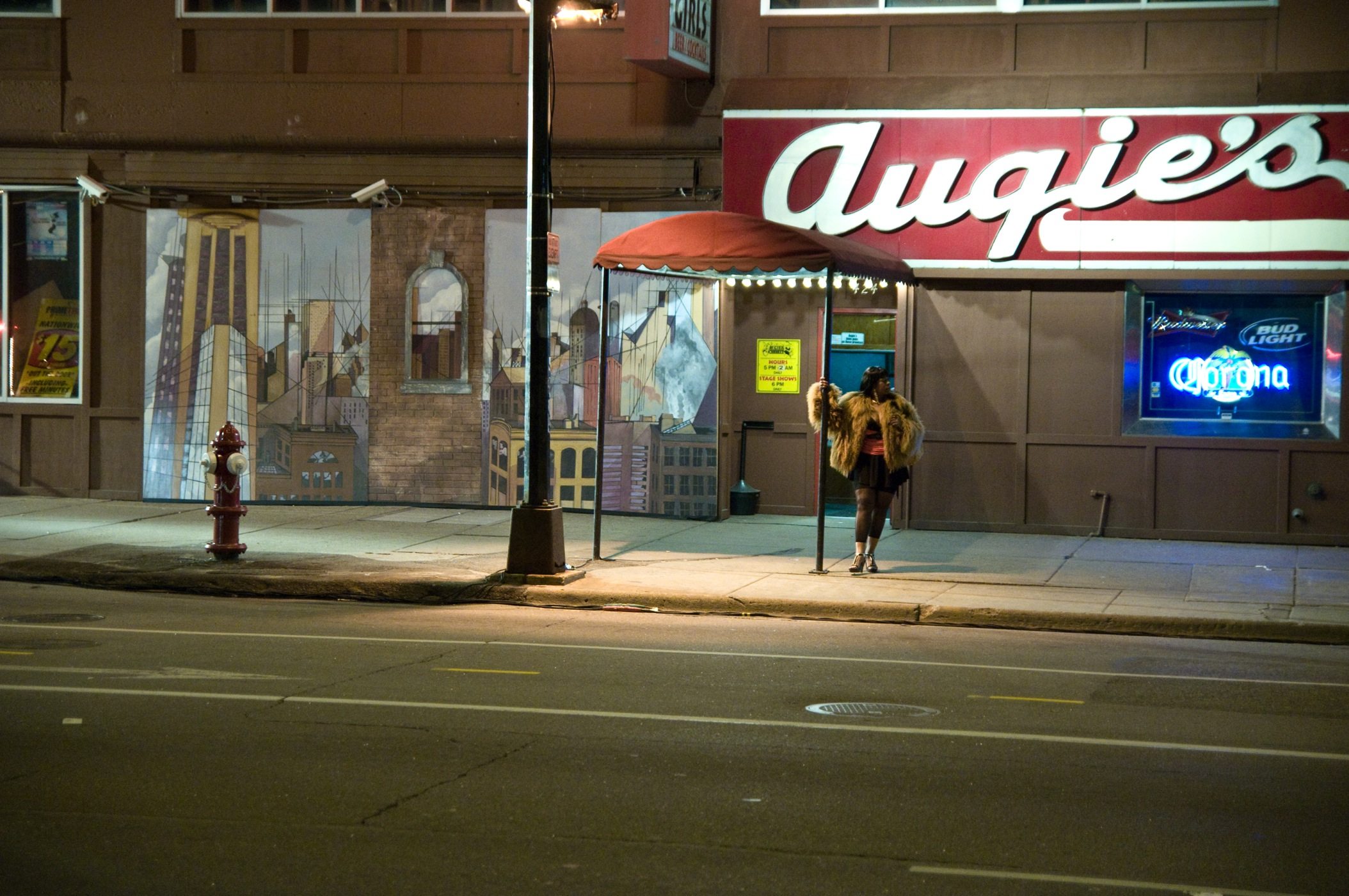
用于拍摄电影中明尼阿波利斯红灯区的外景地，画面上的人物是女演员葛丽泰·奥格尔斯比。

《引诱》由科伊尔的十十影业和法纳姆街2号制片公司共同制作， 14制片公司也提供了协助，第一印象国际负责发行。电影上映1年前，科伊尔请安妮·玛丽·吉伦（Anne Marie Gillen）担任执行制片人。吉伦表示，自1991年的《油炸绿蕃茄》以来，还没有哪部剧本可以像《引诱》这样让她感慨万千，该片同样是由她制作:1。《引诱》于2008年5月开拍，全部在明尼阿波利斯取景。剧组在上城商务区搭建有多处外景，科伊尔曾在该区生活。
科伊尔表示，选择在明尼阿波利斯取景除个人因素外，还因为这里拍摄和聘请当地演员的成本相对较低，称“上城是电影制作人的天堂，这里要什么有什么”。《引诱》的制作和拍摄预算很低，还不到100万美元:1。大卫·道耶担任本片的摄影指导，他在拍摄过程中大量采用瑞德数字电影摄影机。片中教堂的镜头是在明尼阿波利斯的化身教堂拍摄。为了演好各自角色，西斯托和肯诺恩斯都出席过教堂弥撒。片中的汽车外景是在上城拍摄，一次拍摄期间，有警车拉着警笛从演员旁边经过，众人继续拍摄，没有因此暂停，这个镜头最后也用在电影中。
科伊尔同罗素·霍尔萨普尔取得联系，请他为《引诱》谱写配乐，霍尔萨普尔就是明尼阿波利斯-圣保罗都会区当地人，而且要价相对便宜，科伊尔只给了他几星期时间作曲:3，最后他创作的大部分都是钢琴曲。霍尔萨普尔表示，科伊尔让他拥有很大程度的艺术自由，而且接受自己创作的大部分音乐主题:3。詹姆斯·巴科姆（James R. Bakkom）担任电影的艺术指导设计师，德博拉·菲斯卡斯（Deborah Fiscus）则是服装设计师，两人同样来自明尼阿波利斯-圣保罗都会区。凡妮莎·迈尔斯（Vanessa Miles）是本片的内部装饰设计师，莎拉·让·克鲁乔斯基（Sarah Jean Kruchowski）和艾米·哈伯德（Amy Hubbard）则出任艺术指导设计师。
李·珀西是电影的剪辑师，斯科特·费里尔提供协助。据珀西所说，自己拿到的最后一剪样片已经包含众演员最优秀的演出，但他将镜头进一步向神父约翰一角靠拢，希望能“帮助观众更好地理解他的内心情感”:1。导演的父亲詹姆斯密切关注着电影拍摄，每周都会打电话询问进展。父亲的身体健康开始恶化后，多伊尔“玩命似地工作”，希望能尽快完成电影，让父亲在有生之年看到。影片于2008年12月拍摄完成。

## 上映

### 发行
好莱坞一度对《引诱》的剧本产生兴趣，但一些制片公司高管希望修改结局，让片中的性爱场面更加露骨，这让科伊尔深感不满。受2007年–2008年环球金融危机的影响，双方的交易最终告吹。影片未能在全美范围发行，只在纽约、洛杉矶、法戈，以及明尼苏达州包括明尼阿波利斯和杜鲁斯在内多个城市电影院上映。科伊尔于2008年12月26日在父亲下榻的奥马哈安宁病房首次公开放映本片，观众约有15人。詹姆斯很喜欢这部在他看来非常真实、非常强有力的电影，他在看到影片数周後与世长辞。2009年4月26日，《引诱》在加利福尼亚州纽波特比奇的纽波特比奇电影节上正式首映。
电影在明尼阿波利斯的潟湖影院上映前三天卖出的电影票超过其它任何一部同期上映的作品，而且比李安的《制造伍德斯托克音乐节》和昆汀·塔伦蒂诺的《恶棍特工》这样的主流制作多一倍。这使得电影的上映周期延长，并凭借良好的口碑得以在其他城市上映。电影在美国上映的总票房收入为9万7457美元。2009年10月27日，《引诱》的发行，不过其中没有任何花絮内容。

### 专业评价
《引诱》上映后获得普遍好评。《综艺》杂志作家罗布·纳尔逊（Rob Nelson）称影片摄制精良，时常对一些大部分情况下较为严肃的话题表现出揶揄的智慧，科伊尔“在幽默和神圣之间找到几近完美的平衡”。不过，纳尔逊对肯诺恩斯的表演不以为然，认为她“做作的角色演出是（本片）唯一难以为继的部分”。科林·科弗特（Colin Covert）在《明星论坛报》（Star Tribune）撰文称电影“令人难忘、制作精良”，执导风格“就事论事”，剧本“考究而高效”，表演和角色都无懈可击。科弗特称，“只有极少数美国电影以充满同情和洞察力的眼光来阐述宗教信仰和救赎，本片就是其中之一。”《周报》（OC Weekly）的马特·科克尔（Matt Coker）表示，《引诱》的剧本很有凝聚力，“在对天主教信仰的敬畏拿捏上恰到好处。”他还称赞片中西斯托和鲍姆加特纳一些颇为风趣的演出，在他看来，这些部分调和了电影中另一些较为严重的内容。《林肯星报》（Lincoln Journal Star）的·肯特·沃尔加莫特（L. Kent Wolgamott）也称《引诱》是部制作精良的电影，“自始至终都保持着良好的意境。”他称赞一众演员的表演，称色情和卖淫虽然都是常见的电影主题，但“电影对牧师细致入微的了解，以及这个矛盾的角色在挽救琳达上所做的尝试，给老故事加入新的元素。”
《奥马哈世界先驱报》（Omaha World-Herald）称赞电影摄影表现犀利，剪辑干净利落，演员表演“一直都很出色。”他还补充道：“这其中最出色的部分在于，编剧扎根于现实。科伊尔没有说教，而是让观众自己通过电影去感受，得出自己的结论。”《薰衣草》（Lavender）杂志作家约翰·汤森德（John Townsend）称赞电影的摄影表现，称影片传达出基督教富于同情的视角。他还特别称赞鲍姆加特纳的演出，称片中西斯托和一位深受自己同性恋倾向困扰男孩间的几场戏“引人入胜”。网站作家切尔莎·多伊尔（Chelsa Doyle）认为，《引诱》是一部“有关信仰、希望和选择的感人且发人深省的电影。”她称赞西斯托和肯诺恩斯的表演，也赞扬影片宁静的基调，只是“中途时偶尔会让人有些犯睏”，并且有关神父约翰前女友的次要情节应该完全去除。《丹佛邮报》（Denver Post）影评人丽莎·肯尼迪（Lisa Kennedy）同样称赞西斯托和肯诺恩斯的演出，还赞扬科伊尔对教区神父的工作非常理解。不过，她还是觉得本片“没有突破故事的局限性，即便只是个有关救赎的故事。”。安德烈·格隆沃尔（Andrea Gronvall）在《芝加哥读者》（Chicago Reader）上批评本片只是场“俗气的闹剧”，称“编剧兼导演帕特里克·多伊尔找来这么多沉重的议题，如虐待儿童、酗酒、伪善、独身和天主教改革，但这部电影精神上的目标却被偷窥癖掩盖”。
杰瑞米·西斯托在2009年纽波特比奇电影节上荣获表演杰出成就奖。

## 主题
神父约翰在片中多次受到警告，身为牧师，他应当遵守其行为界限，面对教友的问题和困扰只能提供建议，不应卷入其中，亲自去帮教友解决问题。但是，神父约翰开始质疑这种界限，重新考虑牧师的角色定位，是否能够对自己关心的人（特别是琳达）的生活产生实质性积极影响。除了质疑自己是否帮到教徒外，神父约翰还质疑自己遵守界限是否就足以履行牧师的职责，并让自己的生命变得有意义。最终，他逾越了这些界限，亲自深入到城市红灯区，试图找到琳达并帮助她。
电影抱持现代而开明的眼光看待天主教的规则和约束，神父约翰在决定帮助琳达前就已经对自己信仰的限制和要求产生疑问。面对一位对是否严格按天主教要求养育女儿感到犹豫不决的准妈妈，神父约翰的建议已经和官方的教条不符，他鼓励她活学活用，面对教会的教义，只需接受那些卓有成效的部分。与天主教的正统教义相比，神父约翰对同性恋的看法也属异端。片中牧师遇到一位对自己是同性恋深感困扰的男孩，他没有遵照官方教条的指示，而是选择安慰对方。片中神父前往红灯区和妓女、皮条客交谈，电影的处理将善与恶、正与误之间的界限模糊化。神父约翰因前往红灯区而受到教徒的非议，代表性和贫困也经常被社会蒙上污名。
正如片名暗示的那样，神父约翰面对的罪恶和对牧师职务的偏离代表的正是诱惑这一重大电影主题。作为天主教神父，他必须立下独身誓愿，但这又和他的经历存在明显矛盾，这或许是片中上述主题最强烈的表现。神父约翰深入城市红灯区，直接面对妓女的引诱，还有教友向他公开性倾向。此外，他对琳达的兴趣既可以视为帮助她的愿望，也能够理解成受到她的性吸引。这种冲突还通过前女友的突然出现进一步体现出来，神父约翰承认，自己对她仍然会动心。面对自己的职业和纳丁的关系，神父表现出复杂的情感。
《引诱》也是个有关救赎的故事，琳达希望能给自己充满罪恶的卖淫生涯求得救赎，神父约翰也希望在没能帮助琳达，以及对信仰和职业的疑虑中获得救赎。电影开场时，神父约翰就对自己在教堂的责任和教众的减少存在疑问，特别是接下来面对教友的忏悔，他明显感到无聊，甚至在做填字游戏打发时间。这种内心中的挣扎在神职人员中并不少见。但是，在他决心违抗教会规定帮助琳达后，他对教众和工作的信心得以恢复，成为更加坚定、更有经验的牧师。影片展现出怜悯和个人善行的力量，约翰保护少女琳达的行为非常简单，但却在她的生活中有如此深刻的影响。电影还提倡忏悔，片中琳达的生活可以理解为如果一个人拒绝忏悔，他的生活会恶化到什么程度。